# Protilemoides burgersi
Protilemoides burgersi är en skalbaggsart som beskrevs av Kriesche 1923. Protilemoides burgersi ingår i släktet Protilemoides och familjen långhorningar. Inga underarter finns listade i Catalogue of Life.